# Stiromesostenus exareolatus
Stiromesostenus exareolatus är en stekelart som först beskrevs av Szepligeti 1916.  Stiromesostenus exareolatus ingår i släktet Stiromesostenus och familjen brokparasitsteklar. Inga underarter finns listade i Catalogue of Life.